# イレーン・チャオ
イレーン・ラン・チャオ（英語：Elaine Lan Chao、正体字：趙小蘭、日本語読み：ちょう・しょうらん、1953年3月26日 - ）は、アメリカ合衆国の政治家。輔仁大学名誉博士である。労働長官、運輸長官を務め、アジア系アメリカ人女性として初めてアメリカ合衆国の閣僚となった。

## 経歴
1953年3月26日に台湾の台北市で誕生した。台北の静心小学に入学したが、8歳の時に一家でアメリカ合衆国に移住し、ニューヨークのロングアイランドに住んだ。1975年にマウント・ホリヨーク大学（女子大学）で経済学を学んだ後、父親が経営する船会社で2年間勤め、1979年にハーバード大学経営大学院で経営学修士号（MBA）を取得した。卒業生代表に選ばれるほどの優秀な成績だった。シティバンクニューヨーク支店に勤め、1983年のホワイトハウス実習生に選ばれて政治の研修をした。1984年から1986年にはサンフランシスコのバンク・オブ・アメリカで副社長をしている。この頃から共和党の資金集めに協力するようになった。1986年に連邦政府に入り、運輸省海事管理局次長に就任し、1988年には連邦海事委員会議長に選ばれた。1989年にはジョージ・H・W・ブッシュ政権の運輸副長官に任命され、政治的ポストに就いた。1991年に平和部隊団長、1992年にアメリカ連合慈善基金総裁を歴任。2001年にジョージ・W・ブッシュ政権の第24代アメリカ合衆国労働長官に就任した。
2016年11月29日にドナルド・トランプ次期大統領によりアメリカ合衆国運輸長官に指名されてインフラ政策を主導することとなった。2017年1月31日、上院により運輸長官への就任が正式に承認された。
2019年10月22日の即位礼正殿の儀に参列し、翌23日には迎賓館赤坂離宮に安倍晋三内閣総理大臣を表敬訪問した。通常運輸長官は大統領継承順位の第14位であり、継承順位第1位のダン・クエール副大統領が参列した前回（平成）の即位の礼と比べて大幅な格下げとなった。
2021年1月7日に2021年アメリカ合衆国議会議事堂襲撃事件を「深く憂慮しており、見過ごすことはできない」と批判して辞意を表明。任期を10日残して1月11日付で退任した。

## 家族
父親のジェームズS.C.チャオ(趙錫成)は江蘇省嘉定（現在の上海市嘉定区）を祖籍とする外省人で、商船船長。上海海事大学(当時は呉淞商船専科学校)卒業。母親は歴史学者のルース・ムーラン・チュ・チャオ(朱木蘭)。父親・母親共に大陸時代の知り合いであるが、2人とも1949年の国共内戦中に台湾に渡り、そこで再び出会い、その後結婚して六女をもうけた。
チャオの両親を始めた家族は長年に渡って米中の民間文化交流を支援し、また基金を立ち上げて米中の苦学生に対する高等教育を受けるための奨学金を出して支援している。父方の祖父は『教育は国を救う』との信念の元、中華民国時代の1940年に自らの資金で私立李鳳小学校を設立して自ら校長に就任し、中国農村部の貧しい家庭の子供達の教育問題に取り組む教育家であった。共産党政権に移行後に公立校となった後も1959年に54歳でガンで死亡するまで当校に教師として勤めた。
チャオ一族は遺志を継ぎ、長年教育問題に取り組んでおりライフワークとしている。父のジェームズが海運会社で経済的成功を収めた後、チャオ家は改革解放が始まっていた1984年に最初の教育基金の財団を設立した。この財団は優秀な学生に数千の奨学金を授与し、また嘉定区の4つの大学に建設助成金を提供した。また、ハーバード大学・上海海事大学・上海交通大学などに多額の寄付を行い、各大学には亡き母のルースの名を関した学舎が存在する。また、家族のルーツである安徽省及び江蘇省にはチャオ家の支援の元で家族の名前を関した幼稚園が設立されている。
そのため、中国本土でも複数の名誉職に家族が就任しており、結婚式には台湾だけでなく中華人民共和国の駐米代表多数が参列したと言われている。チャオ一家は長年米中の友好関係・文化及び経済交流を推進する活動に数多く携わっているため、中国と強い繋がりを持つと言われている。1996年には基金総裁を辞任して夫の補佐に専念した。1993年にはケンタッキー州選出共和党連邦上院議員ミッチ・マコーネルと結婚した。